# Apollon Smyrnis

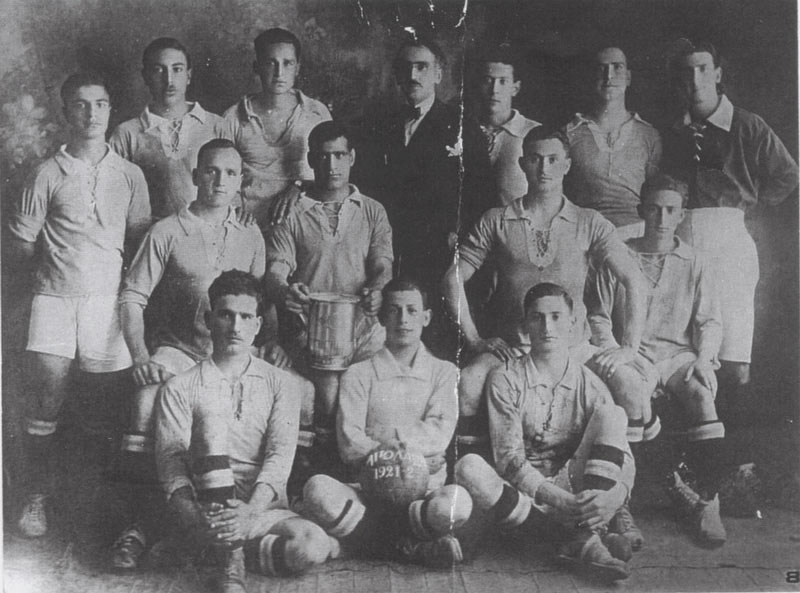
Selectie van 1922

Apollon Smyrnis (Grieks: Γυμναστικός Σύλλογος Απόλλων Σμύρνης, Gymnastikos Syllogos Apollon Smyrnis), wat betekent: De Gymnastiek Club Apollon van Smyrna, is een Griekse voetbalclub uit de hoofdstad Athene. De club werd in 1891 opgericht als Apollon Smyrnis en is een van de oudste sportclubs van het land, naast voetbal is de club ook actief in basketbal, volleybal en vechten. De naam Smyrnis heeft betrekking op de voormalige Griekse stad Smyrna, de club wordt ook Apollon Athene genoemd. De voetbalclub speelt in het Georgios Kamarasstadion.

## Geschiedenis

### Smyrna
De club werd in 1891 in opgericht in Smyrna door leden van de club Orpheus (het latere Panionios). In 1893 werd er begonnen met een atletiekafdeling. De club organiseerde met succes de Apolloonse Spelen, waaraan ook andere sportclubs deelnamen zoals rivaal Panionios. In 1906 wonnen atleten van Apollon medailles in de tienkamp van de Tussenliggende Olympische Spelen.
In 1910 werd een voetbalafdeling opgericht. De club had een swastika als logo, destijds had dit symbool nog niet de negatieve betekenis die het nu heeft. Tussen 1917 en 1922 werd de club kampioen van Smyrna. Op de Olympische Spelen in Antwerpen van 1920 leverde de club vier spelers, echter verloren ze in de eerste ronde van Zweden met 9-0. Na de catastrofe van Smryna werden de Grieken verdreven uit de stad die nu de naam Izmir aannam. De club hield niet op te bestaan, maar verhuisde wel naar Athene.

### Athene
De club werd vijf keer kampioen van Athene, in 1924, 1928, 1938, 1948 en 1958. In 1948 opende het Georgios Kamarasstadion, waarin de club haar thuiswedstrijden ging spelen. De club was in 1959 medeoprichter van de huidige competitie, in het eerste seizoen werd meteen de vierde plaats bereikt. Twee jaar later werd zelfs een derde plaats bereikt. Daarna eindigde de club in de middenmoot tot een degradatie volgde in 1969. Dan werd de club een liftploeg en ging op en neer tussen eerste en twee klasse tot 1975 toen Apollon zich weer wat langer kon vestigen. Goede noteringen waren er echter niet meer bij en de club eindigde elk jaar in de rechtertabelhelft tot een nieuwe degradatie volgde in 1987.
Na één seizoen keerde de club terug en begon elk jaar beter te spelen, in 1992 werd een vijfde plaats bereikt. Daarna ging het weer twee seizoenen bergaf tot 1994/95 toen de 4de plaats werd gehaald en er Europees voetbal gespeeld mocht worden. In de Uefacup was het Sloveense Olimpija Ljubljana echter te sterk voor de club. Wel werd dat seizoen de bekerfinale gehaald, AEK Athene droogde de club echter met 7-1 af. Demis Nikolaidis, die tussen 1993 en 1996 voor de club speelde, was de laatste speler van de club die voor het nationale elftal zou spelen.
De volgende seizoenen ging het weer langzaam slechter met de club, voor het seizoen 1999/00 veranderde de clubnaam in Apollon Smyrnis en na dat seizoen degradeerde de club. Na enkele seizoenen in de tweede klasse zakte de club in 2005 verder weg naar de derde klasse en in 2007 zelfs naar de vierde klasse. Daarna klom de ploeg drie maal terug naar het hoogste niveua : tijdens het seizoen 2013-14, vanaf 2017 tot 2019 en vanaf seizoen 2020-2021.

## Erelijst
Beker van Griekenland
Finalist: 1996

## Eindstanden
| 4 |

| 5 |

| 3 |

| 8 |

| 5 |

| 6 |

| 10 |

| 11 |

| 12 |

| 14 |

| 1 |

| 6 |

| 17 |

| 1 |

| 17 |

| 1 |

| 14 |

| 16 |

| 12 |

| 10 |

| 17 |

| 12 |

| 15 |

| 10 |

| 10 |

| 11 |

| 11 |

| 15 |

| 3 |

| 13 |

| 15 |

| 11 |

| 5 |

| 12 |

| 13 |

| 4 |

| 11 |

| 9 |

| 10 |

| 14 |

| 17 |

| 6 |

| 12 |

| 8 |

| 10 |

| 14 |

| 14 |

| 14 |

| 8 |

| 2 |

| 1 |

| 7 |

| 1 |

| 1 |

| 17 |

| 3 |

| 4 |

| 1 |

| 14 |

| 16 |

| 2 |

| 12 |

| 14 |

| 3 |

| Super League Alpha Ethniki | Super League 2 Beta Ethniki | Gamma Ethniki | Delta Ethniki |

Tot 2006 stond de hoogste divisie bekend als Alpha Ethniki. Het 2e niveau staat sinds 2010 bekend als Football League en sinds 2019 als Super League 2.  Het 3e niveau kende  van 2019-2021  de naam Football League.

## Apollon in Europa
#Q = #kwalificatieronde, T/U = Thuis/Uit, W = Wedstrijd, PUC = punten UEFA coëfficiënten .
Uitslagen vanuit gezichtspunt Apollon
| Seizoen | Competitie | Ronde | Land              | Club               | Totaalscore | 1e W    | 2e W    | PUC |
| ------- | ---------- | ----- | ----------------- | ------------------ | ----------- | ------- | ------- | --- |
| 1995/96 | UEFA Cup   | Q     | Vlag van Slovenië | Olimpija Ljubljana | 2-3         | 1-0 (T) | 1-3 (U) | 2.0 |

Totaal aantal punten voor UEFA-coëfficiënten: 2.0